# لامیوودین/رالتگراویر
لامیوودین/رالتگراویر که با نام تجاری Dutrebis فروخته می‌شود، یک داروی ضد رتروویروس ترکیبی با دوز ثابت است که در درمان HIV/AIDS استفاده می‌شود. این دارو ترکیبی از دو ماده موثره لامیوودین و رالتگراویر است. به شکل خوراکی تجویز می‌شود. عوارض جانبی ممکن است شامل اسیدوز لاکتیک، پانکراتیت، نارسایی کبد و بثورات پوستی شدید باشد. در سال ۲۰۱۵ برای استفاده پزشکی در ایالات متحده تأیید شد.
لامیوودین/رالتگراویر در ایالات متحده در دسترس نیست.